# Symbolophorus reversus
Symbolophorus reversus és una espècie de peix de la família dels mictòfids i de l'ordre dels mictofiformes.

## Morfologia
- Els mascles poden assolir 8,9 cm de longitud total.[4][5]

## Hàbitat
És un peix marí i d'aigües tropicals.

## Distribució geogràfica
Es troba al Pacífic mexicà.